# Razlog (kommun)
Obsjtina Razlog (bulgariska: Община Разлог) är en kommun i Bulgarien.   Den ligger i regionen Blagoevgrad, i den sydvästra delen av landet, 80 km söder om huvudstaden Sofia.
Obsjtina Razlog delas in i:
- Banja
- Batjevo
- Godlevo
- Gorno Draglisjte
- Dobărsko
- Dolno Draglisjte
- Elesjnitsa

Följande samhällen finns i Obsjtina Razlog:
- Razlog

I omgivningarna runt Obsjtina Razlog växer i huvudsak blandskog. Runt Obsjtina Razlog är det ganska glesbefolkat, med 26 invånare per kvadratkilometer.